# Karol Korecki
Karol Jan Korecki (ur. ok. 1588, zm. 4 maja 1633) – książę, starosta winnicki, kasztelan wołyński.

## Życiorys
Karol Korecki urodził się około 1588 w książęcej rodzinie Koreckich herbu Pogoń (Pogonia). Był wnukiem Bohusza, synem Joachima Koreckiego i Anny z Chodkiewiczów. Jego starszym bratem był sławny zagończyk Samuel Korecki.
W 1604 rozpoczął razem z Samuelem naukę w uniwersytecie w Lejdzie. Po zakończeniu edukacji zaciągnął się do armii holenderskiej (ok.1608). W bliżej nieznanych okolicznościach, na morzu, w okolicach Amsterdamu dostał się do niewoli szwedzkiej. Do kraju powrócił w 1613, wymieniony za Karla Karlssona Gyllenhielma. Podczas 5-letniego więzienia stracił zdrowie oraz zmienił wiarę z prawosławnej na unicką. Nie brał już potem osobiście udziału wyprawach wojennych, podczas wojny polsko-tureckiej w 1621 wystawił własnym kosztem 8 chorągwi lekkiej jazdy. W 1622 otrzymał starostwo winnickie. W następnym roku, sejm wyznaczył Koreckiego na komisarza do ordynowania kozaków na przyszłą wojnę, na Zaporożu był powszechnie szanowany i lubiany. W tymże roku król Zygmunt III Waza mianował go kasztelanem wołyńskim.
Po zamordowaniu w Stambule jego brata Samuela wystąpił zbrojnie przeciw Przerębskim i Potockim, którzy zajęli należące do Samuela dobra Uście. Jako spadkobierca sądził się też z Cieciszewskimi. Walczył także z łupiącymi województwo ruskie lisowczykami, w bitwie pod Tuczynem rozbił i rozproszył elearów Wierzbowskiego, pod Uściem pokonał ich po raz drugi. W bieżącą politykę angażował się rzadko, wobec dworu królewskiego był lojalny.
Karol Korecki był żonaty z Anną z Potockich, kasztelanką kamieniecką, wdową po Stanisławie Golskim i księciu Konstantynie Zasławskim.
Z tego związku synowie Samuel Karol i Aleksander (zmarły w dzieciństwie) oraz córka Eufryzyna. Anna Korecka zmarła w 1623, została pochowana w Korcu. Córka Eufryzyna w 1647 została żoną starosty włodzimierskiego Daniela Stempkowskiego, zmarła bezpotomnie w tym samym roku.
Karol Korecki zmarł 4 maja 1633, został pochowany 7 listopada w rodowym Korcu.